# إيوان أنطون
إيوان أنطون (بالرومانية: Ion Anton)‏ هو كاتب وصحفي مولدوفي وروماني، ولد في 1950 في Ghelăuza ‏ في مولدوفا.